# Bayreuther Blätter
Bayreuther Blätter (en alemán, Páginas de Bayreuth) fue un boletín mensual fundado en 1878 por su director Hans von Wolzogen, con el apoyo del compositor Richard Wagner, para los visitantes del Festival de Bayreuth, en Baviera, en el que se representan las óperas de Wagner. Von Wolzogen continuó como editor hasta su muerte en 1902 y la revista permaneció hasta 1938.
La revista publicó artículos con frecuencia del propio Wagner, así como las contribuciones de muchos de su círculo. Algunos de ellos son muy importantes, por ejemplo, los ensayos de Wagner Religión y arte (octubre de 1880) y Heroísmo y cristianismo (septiembre de 1881). De 1880 a 1896 la revista publicó los extractos de los recuerdos detallados por Heinrich Porges de los ensayos y las técnicas de puesta en escena de Wagner.
La Bayreuther Blätter siguió siendo una fuente importante de información sobre el Festival de Bayreuth en los últimos años de Wagner y sobre las opiniones de sus devotos seguidores.
El crítico Eduard Hanslick escribió en 1882:

For a later age, which will be able to look back at the Wagner epidemic of our days in a spirit of calm evaluation, if also one of incredulous astonishment, the Bayreuther Blätter may yet prove to be of no little cultural-historical significance [...] The future cultural historian of Germany will be able to give authentic testimony, on the basis of the first five volumes of this journal, of how strongly the delirium tremens of the Wagnerian intoxication raged amongst us, and what sort of abnormalities of thought and feeling it occasioned in the 'cultured' people of its time.
Para una época posterior, que será capaz de mirar hacia atrás a la epidemia Wagner de nuestros días en un espíritu de evaluación con calma, si un incrédulo asombrado, la Bayreuther Blätter aún puede llegar a ser de no poca importancia histórico-cultural [...] El historiador cultural futuro de Alemania será capaz de dar auténtico testimonio, sobre la base de los cinco primeros volúmenes de esta revista, de la fuerza con la que el delírium trémens de la intoxicación wagneriana ha causado estragos entre nosotros y qué tipo de alteraciones del pensamiento y el sentimiento ocasionó en el 'culto' a la gente de su época.